# Lene Brøndum
Lene Brøndum (født 26. juni 1947 i Aalborg) er en dansk skuespillerinde.
Hun er uddannet på Statens Teaterskole i 1972 og har op gennem karrieren været tilknyttet bl.a. Bristol Teatret, Det Danske Teater, Folketeatret, Café Teatret og ABC Teatret.
Hun debuterede som filmskuespillerinde i Olsen-banden ser rødt, hvor hun spillede Børge Jensens klodsede kæreste og senere ægtefælle, Fie.
Fra tv kendes hun nok bedst fra Matador i rollen som frisøreleven Agnete, der bliver Arnolds kæreste. Hun har også medvirket i flere andre serier, bl.a. Huset på Christianshavn, Landsbyen og Bryggeren.

## Udvalgt filmografi

### Film
| År   | Titel                             | Rolle                                            | Noter                                                                    |
| ---- | --------------------------------- | ------------------------------------------------ | ------------------------------------------------------------------------ |
| 1976 | Blind makker                      |                                                  |                                                                          |
| 1976 | Olsen-banden ser rødt             | Fie, Børges klodsede kæreste og senere ægtefælle |                                                                          |
| 1977 | Pas på ryggen, professor          | student                                          |                                                                          |
| 1978 | Familien Gyldenkål vinder valget  |                                                  |                                                                          |
| 1978 | Vinterbørn                        | Tenna                                            |                                                                          |
| 1979 | Olsen-banden overgiver sig aldrig | Fie, Børge Jensens ægtefælle                     |                                                                          |
| 1981 | Slingrevalsen                     | Maja, Karens veninde                             |                                                                          |
| 1983 | De uanstændige                    | stuepigen Hjørdis                                |                                                                          |
| 1985 | Elise                             | Anne                                             |                                                                          |
| 1986 | Barndommens gade                  | gæst ved Esters konfirmation                     |                                                                          |
| 1987 | Hip Hip Hurra!                    | Lille                                            | Robert for årets kvindelige birolle Guldbagge for bedste skuespillerinde |
| 1989 | Retfærdighedens rytter            | mor                                              |                                                                          |
| 1990 | Manden der ville være skyldig     | sygeplejerske                                    |                                                                          |
| 1993 | De frigjorte                      | fru Sørensen                                     |                                                                          |
| 1993 | Viktor og Viktoria                | Kogletroldemor                                   |                                                                          |
| 1993 | Sort høst                         | kokkepigen Ane                                   |                                                                          |
| 1995 | Kun en pige                       | fru Bisgaard                                     |                                                                          |
| 1996 | Krummernes Jul                    | kvinde som køber juletræ                         | julekalender                                                             |
| 1997 | Skat - det er din tur             | cyklende parkbetjent                             |                                                                          |
| 2000 | Fruen på Hamre                    | præst                                            |                                                                          |
| 2001 | Jolly Roger                       | receptionist i Helvede                           |                                                                          |
| 2008 | Gaven                             | Elise                                            |                                                                          |
| 2010 | Parterapi                         | Bos mor                                          |                                                                          |

### Serier
| År      | Titel                   | Rolle                                 | Noter                   |
| ------- | ----------------------- | ------------------------------------- | ----------------------- |
| 1970-77 | Huset på Christianshavn | Bos veninde                           | afsnit 69               |
| 1978-81 | Matador                 | frisøreleven Agnete, Arnolds kærerste | afsnit 6, 8, 10, 11, 14 |
| 1978    | Else Kant               | Fr. Foss                              |                         |
| 1978    | Ludvigsbakke            | Sofie                                 |                         |
| 1985    | Mor er major            | servitricen Solaima                   |                         |
| 1991-96 | Landsbyen               | underkuet bondekone                   | afsnit 30 - 39          |
| 1996    | Bryggeren               | Jomfru Jensen                         | afsnit 7 & 8            |
| 1997-98 | Strisser på Samsø       | Ellen Madsen                          | afsnit 10               |
| 2000-02 | Hotellet                | Medium                                | afsnit 15               |
| 2008    | Sommer                  | Lone                                  | afsnit 7                |